# Плацентий, Жан
Жан Лео Плацентий (лат. Iohannes Placentius; ок. 1500, Синт-Трёйден в окрестностях Льежа — 1548 или 1550) — фламандский новолатинский поэт и богослов.
Был монахом-доминиканцем. Написал богословско-исторический труд «Catalogus omnium antistitum Tungrensium, Trajectensium et Leodiensium» (Антверпен, 1529; церковная история Тонгерена, Маастрихта и Льежа), «Dialogi duo» (Антверпен, 1535) и «Pugna porcorum per P. Porcium poëtam» (1530, опубликована в 1546 году под псевдонимом Публий Порций) — написанную гекзаметром поэму, представляющую собой литературный курьёз: все слова в её 253 стихах начинаются на букву P (таутограмма, vers lettrisés). В 1552 году она была переиздана в Базеле вместе с другими такими же произведениями, переиздавалась также в 1644 и 1741 годах. Кроме того, Плацентий написал несколько стихотворений на латинском и древнегреческом языках.